# Luitpoldbad (Bad Kissingen)

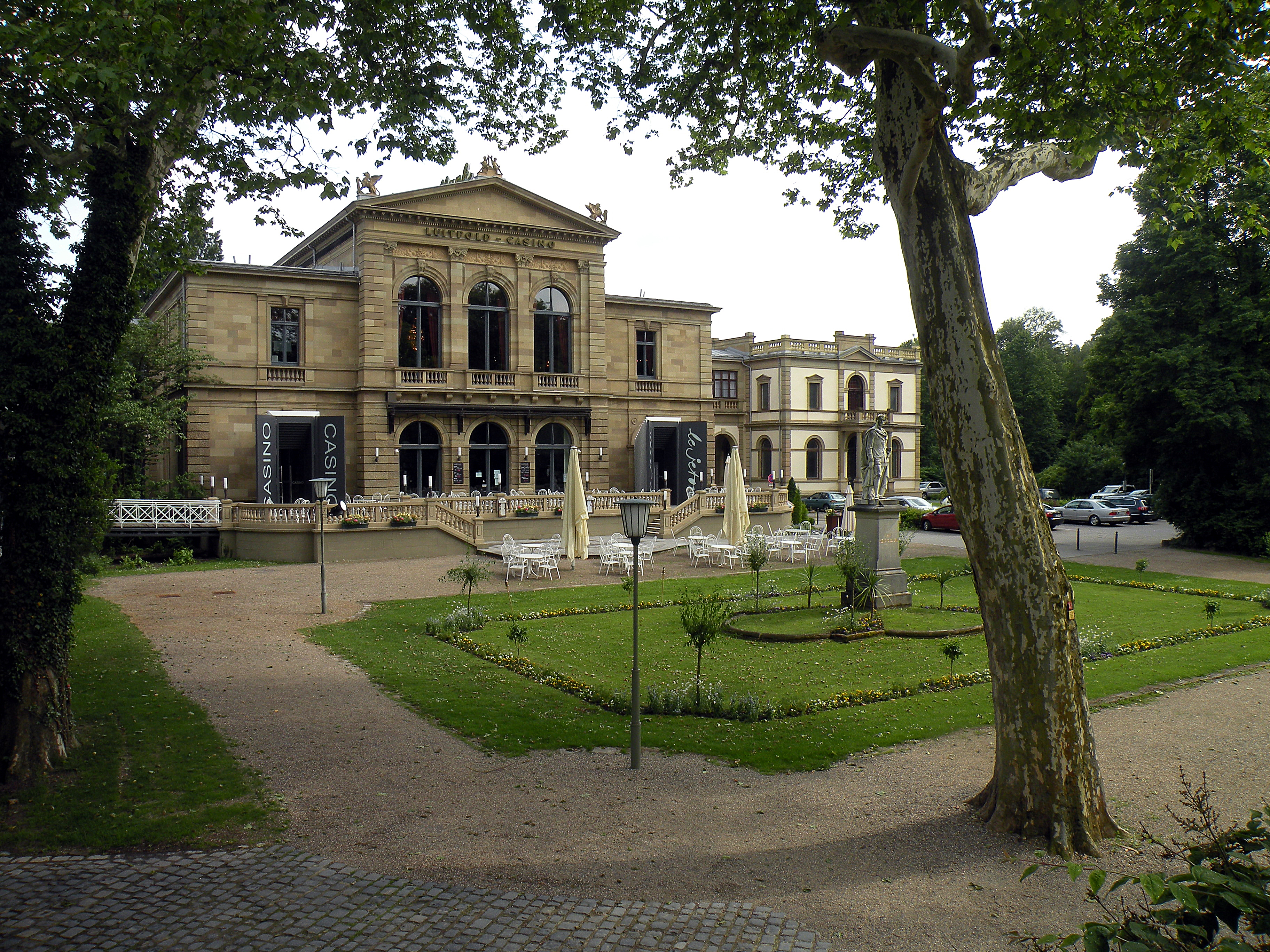
Luitpoldbad (Nordansicht mit Spielcasino)

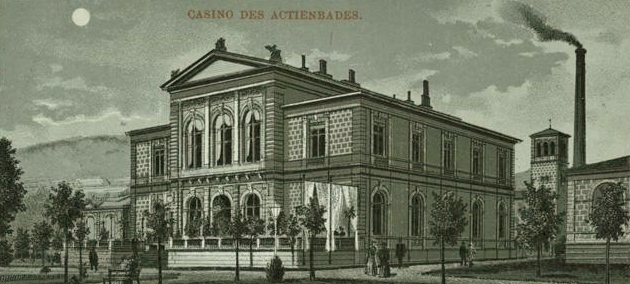
Spielcasino um 1900 vor Aufstockung der Seitenflügel des Luitpoldbades

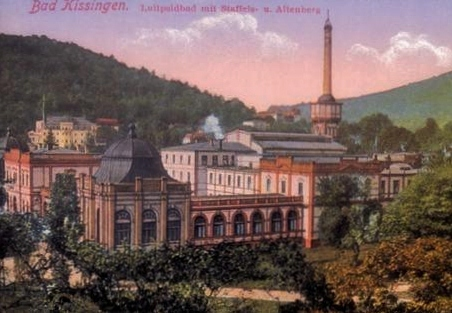
Das Luitpoldbad um 1910 nach seiner Aufstockung (Südwestansicht)

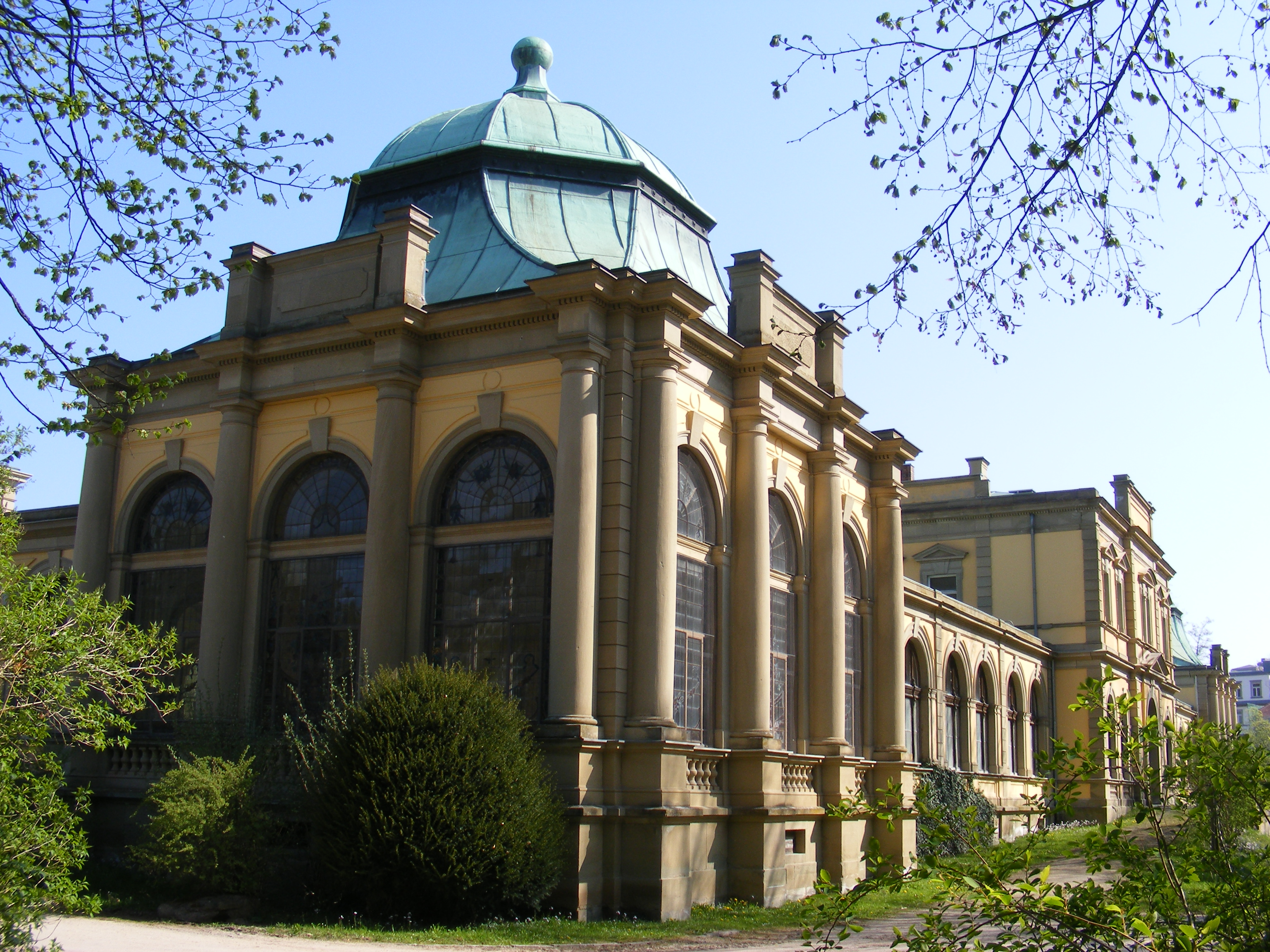
Luitpoldbad (Südwestansicht) mit farbigen Bleiglas-Rundbogenfenstern

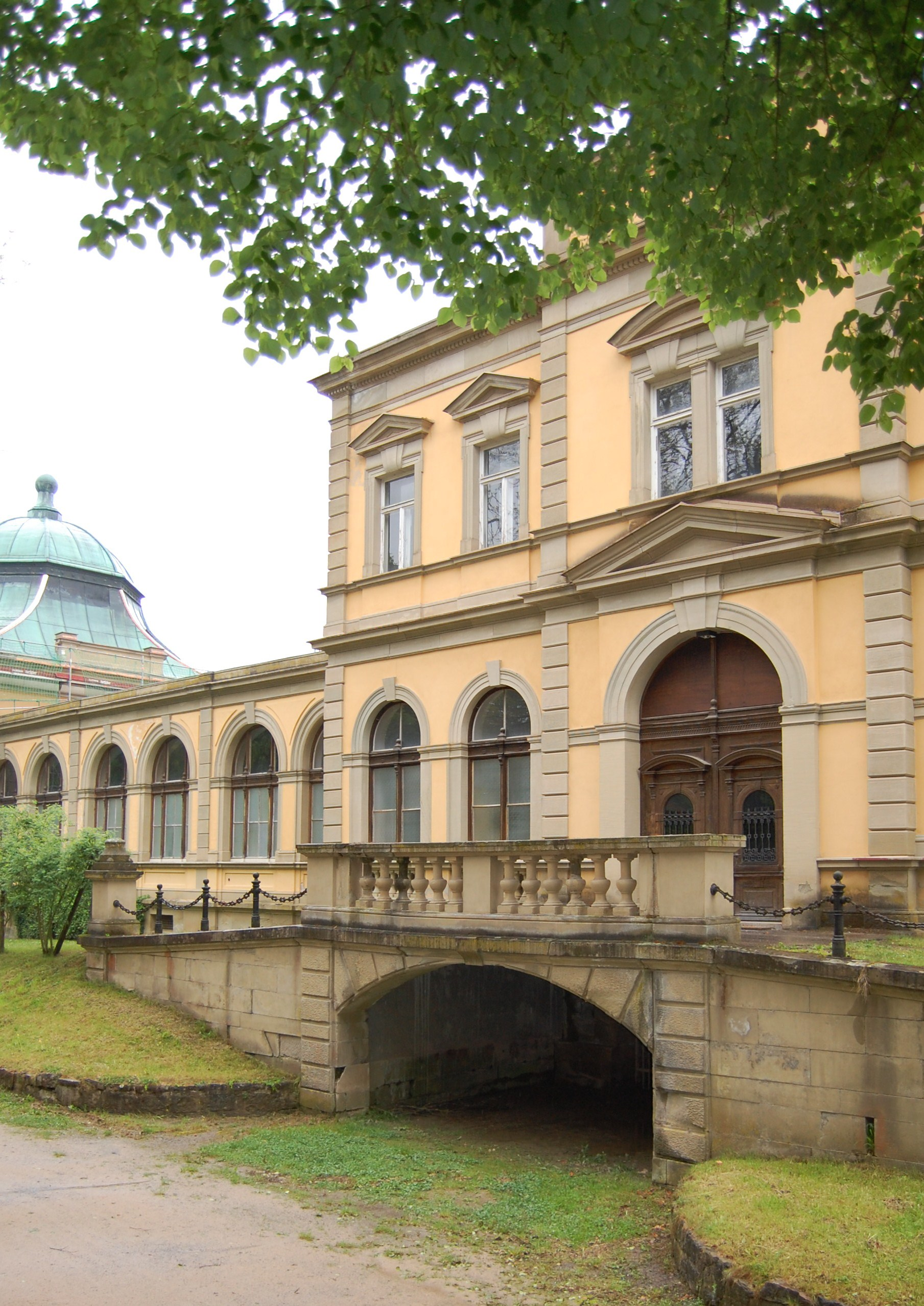
Luitpoldbad (Südansicht) mit Unterführung für die Moor-Anlieferung

Das Luitpoldbad im bayerischen Staatsbad Bad Kissingen war Anfang des 20. Jahrhunderts das größte Badehaus Europas. Heute beherbergt das unter Denkmalschutz stehende Gebäude die Bad Kissinger Spielbank und mehrere Behörden.

## Geschichte
Das Luitpoldbad, das ehemalige Actien-Bad-Etablissement, dessen Bau bereits 1855 genehmigt worden war, wurde auf Betreiben von Bezirksamtmann und Badkommissar (Kurdirektor) Joseph von Parseval in den Jahren 1868 bis 1871 als eingeschossige, nach Norden offene Dreiflügelanlage mit Eck- und Mittelpavillons mit zunächst 120 Badekabinen im 15 Hektar großen Luitpoldpark (Kurpark) an der Fränkischen Saale nach Plänen des Münchener Architekten Professor Albert Geul (1828–1898) im Baustil der Neorenaissance errichtet. Er hatte mit seiner Bewerbung „den Anforderungen des Kurorts Kissingen entsprechenden Bade-Etablissements mit Restaurationslokalitäten“ entsprochen, die von einer Jury unter Leitung von Gottfried Semper vorgegeben waren. Die Längsseiten des Gebäudes sind 100 Meter, die Breitseiten etwa 80 Meter lang.
Bau und Betrieb der Immobilie wurden von der „Aktiengesellschaft des Badeetablissements in Kissingen“ finanziert, da die Staatskassen leer waren. Aktionäre waren Bürger, vor allem Ärzte der Kurstadt. Angeboten wurden Mineralwasser- und Moorbäder. Die zunächst offene Nordseite wurde von 1878 bis 1880 mit einem Kursaal, dem heutigen Luitpold-Casino, nach Plänen von Heinrich von Hügel geschlossen. Im Jahr 1897 wurde das Actienbad an die bayerische Krone verkauft. Prinzregent Luitpold von Bayern, ein großer Förderer des königlichen Staatsbades, ließ wegen wachsender Kundennachfrage die beiden Seitenflügel in den Jahren 1902 bis 1906 um ein zweites Geschoss aufstocken und nach Süden erweitern. Jetzt boten die beiden Seitenflügel Platz für insgesamt 236 Badekabinen. Im Zuge dieser Maßnahme wurden auch zwölf Bleiglas-Rundbogenfenster im zeitgenössischen Jugendstil in die südlichen Eckpavillons eingebaut. Nach Abschluss dieser Erweiterungsmaßnahme wurden das Actienbad und der dies umgebende Kurpark 1906 in Luitpoldbad und Luitpoldpark umbenannt.
Doch aufgrund des gesellschaftlichen Wandels – größere Hotels und Sanatorien führten auf Wunsch der Gäste die Badeeinrichtungen jetzt im eigenen Haus, so dass die Nachfrage nach einem zentralen Badehaus nachließ – wurde das Luitpoldbad Ende der 1970er Jahre geschlossen und stand danach leer. Das Spielcasino mit angeschlossenem Restaurant blieb allerdings weiter in Betrieb. Das erst 1980 an Stelle des alten Kesselhauses im Innenhof zusätzlich eingebaute Mineralwasser-Bewegungsbad wurde 2004 ebenfalls geschlossen und 2012 der Abriss beschlossen.

## Planung zur Umnutzung / Behördenzentrum
Im Jahr 2002 gab es seitens des Eigentümers Freistaat Bayern (als Rechtsnachfolger des bayerischen Königreiches) Überlegungen, das seit etwa 25 Jahren leer stehende Gebäude nach umfangreicher Sanierung, Umbau und mit neuen Ergänzungsbauten an private Investoren zu verkaufen, um die unter Denkmalschutz stehende Immobilie künftig als 5-Sterne-Großhotel einer zeitgemäßen Nutzung zuzuführen. Diese Pläne scheiterten bald an der hierfür erforderlichen Investitionssumme von etwa 40 Millionen Euro.
Sieben Jahre später wollte der Freistaat im September 2009 die Immobilie ohne die Spielbank, einen 9.600 Quadratmeter großen Teilbereich, für 1,1 Millionen Euro an Privat verkaufen. Auch dieses Vorhaben scheiterte.
Aufgrund dieser und weiterer Erfahrungen, das historische Gebäude nicht an private Investoren verkaufen und damit einer zeitgemäßen privatwirtschaftlichen Nutzung zuführen zu können, fassten der Freistaat Bayern und die Stadt Bad Kissingen im Herbst 2011 gemeinsam den Entschluss, die Immobilie auf Kosten des Freistaates, der unverändert Eigentümer des Bauwerkes ist, für geschätzte 21,5 Millionen Euro umfassend zu sanieren und künftig als „Behördenzentrum“ zu nutzen. Als künftige Nutzer waren die für den Kurbetrieb verantwortliche Bayer. Staatsbad Bad Kissingen GmbH, das Vermessungs- und das Wasserwirtschaftsamt sowie die Bad Kissinger Außenstelle der Immobilien Freistaat Bayern vorgesehen. Unter Beibehaltung dieses Konzeptes wurde das benötigte Budget später auf 32,4 Millionen Euro hochgerechnet.
Auf Grund der Entscheidung des zuständigen Finanzministerium, von der zunächst geplanten Ansiedlung des Wasserwirtschaftsamtes im Luitpoldbad abzusehen, sah das Finanzministerium jedoch den Bedarf für ein neues Konzept gegeben. Am 26. Juni 2012 unterschrieben Oberbürgermeister Kay Blankenburg und Staatssekretär Franz Josef Pschierer einen Konsortialvertrag, wonach im Rahmen der Umwandlung des Luitpoldbades in ein Behördenzentrum die Verwaltung der Staatsbad GmbH, das Vermessungsamt, die regionale Finanzkasse sowie das Bad Kissinger Büro der Immobilienverwaltung Bayern das Anwesen beziehen sollten.
Anfang 2013 erhielt das Würzburger Architekturbüro Grellmann, Kriebel, Teichmann nach europaweiter Ausschreibung den Auftrag zur Umbauplanung. Das Jahr 2013 wurde für die Planung bestimmt, deren bauliche Umsetzung sollte 2014 und 2015 folgen. Am 4. Juli 2013 wurde mit einem ersten Spatenstich mit dem Abbruch des bisherigen Bewegungsbades begonnen. An seiner Stelle entstand ein Innenhof für Freiluftveranstaltungen.
Im Oktober 2017 wurde das für letztendlich 39 Millionen Euro vom Freistaat Bayern generalsanierte Gebäude als „Behördenzentrum“ vom bayerischen Finanz- und Heimatminister Markus Söder eingeweiht und mit Arbeitsplätzen für die Bayer. Staatsbad Bad Kissingen GmbH (frühere Kurverwaltung), das Büro des Musikfestivals Kissinger Sommer, das Vermessungsamt, die neue zentralisierte freistaatliche Finanzkasse Bad Kissingen und ein Büro des Staatsbetriebs „Immobilien Freistaat Bayern“ offiziell in Betrieb genommen. Der neu gestaltete Innenhof wurde im Juli 2018 mit einem Konzert des Kissinger Sommers erstmals als Veranstaltungsort genutzt.